# Gare de Pont-à-Mousson
Gare de Pont-à-Mousson vasútállomás Franciaországban, Pont-à-Mousson településen.

## Vasútvonalak
Az állomást az alábbi vasútvonalak érintik:
- Frouard-Novéant-vasútvonal

## Kapcsolódó állomások
A vasútállomáshoz az alábbi állomások vannak a legközelebb:
- Gare de Dieulouard
- Gare de Vandières
- Gare d’Onville
- Gare de Nancy-Ville